# صاریغ چهارچشم دلتا
صاریغ چهارچشم دلتا (نام علمی: Philander deltae) نام یک گونه از سرده صاریغ‌های چهارچشم است.